# جونكو نيشيدا
جونكو نيشيدا هي منافسة ألعاب القوى يابانية، (و. 1915  م).

## وصلات خارجية
- جونكو نيشيدا على موقع أوليمبيديا (الإنجليزية)